# Schistostephium flabelliforme
Schistostephium flabelliforme es una especie de planta floral del género Schistostephium, tribu Anthemideae, familia Asteraceae. Fue descrita científicamente por Less.
Se distribuye por Sudáfrica. Puede alcanzar un metro de altura. Se encuentra a altitudes de hasta 1300 metros.